# Scipio (rodzaj)
Scipio – rodzaj wszy należący do rodziny Polyplacidae, pasożytujących na gryzoniach i powodujących chorobę zwaną wszawicą.
Gatunki należące do tego rodzaju nie posiadają oczu. Antena składa się z 5 segmentów bez wyraźnego dymorfizmu płciowego. Przednia para nóg jest wyraźnie mniejsza i słabsza, zakończona słabym pazurem. Środkowa i tylna para nóg wyraźnie większa od przedniej pary. 
Scipio stanowią rodzaj składający się obecnie z 3 gatunków:
- Scipio aulacodi
- Scipio breviceps
- Scipio tripedatus